# Schlosspark Dieskau

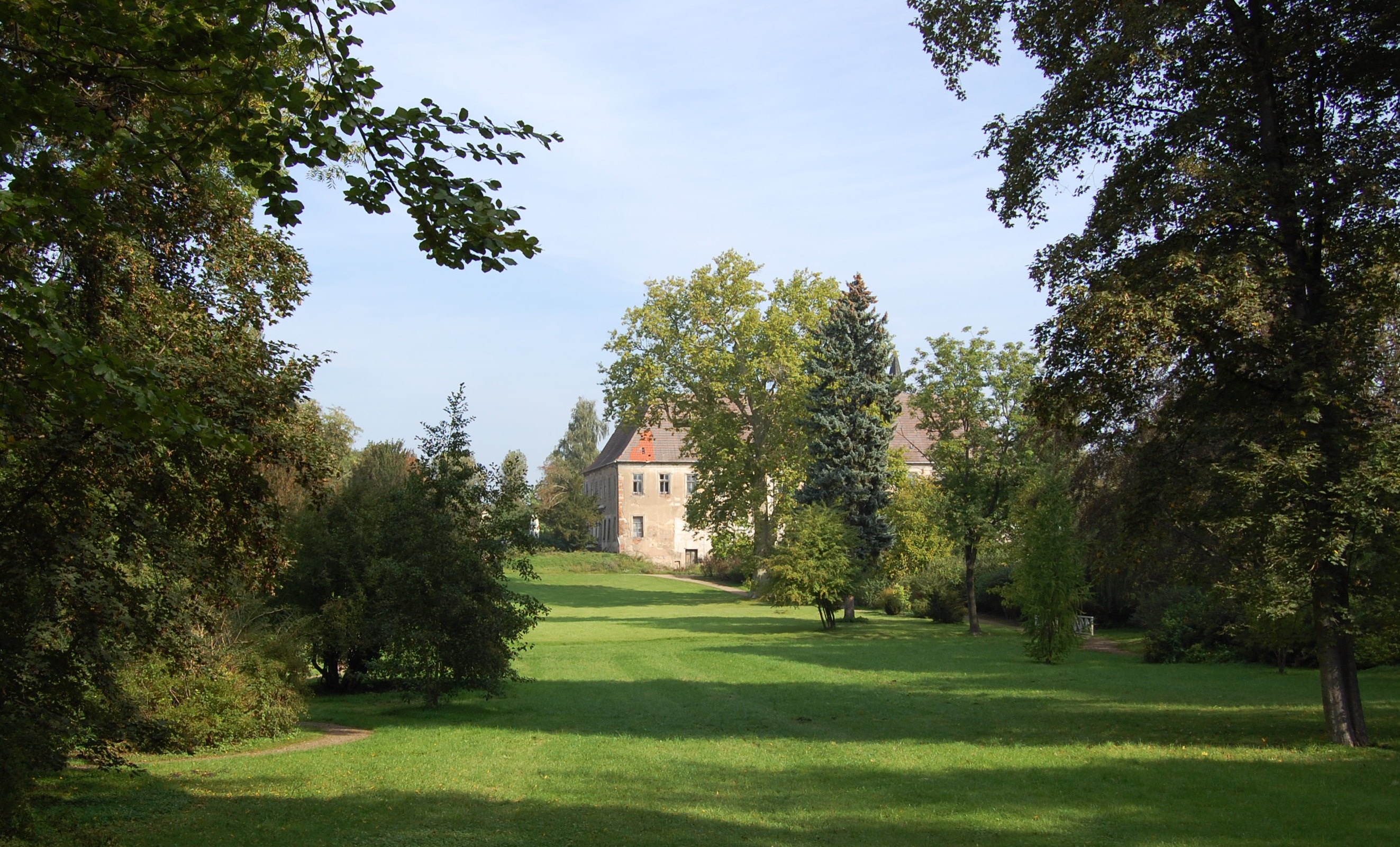
Blick über den Pleasureground zum Schloss

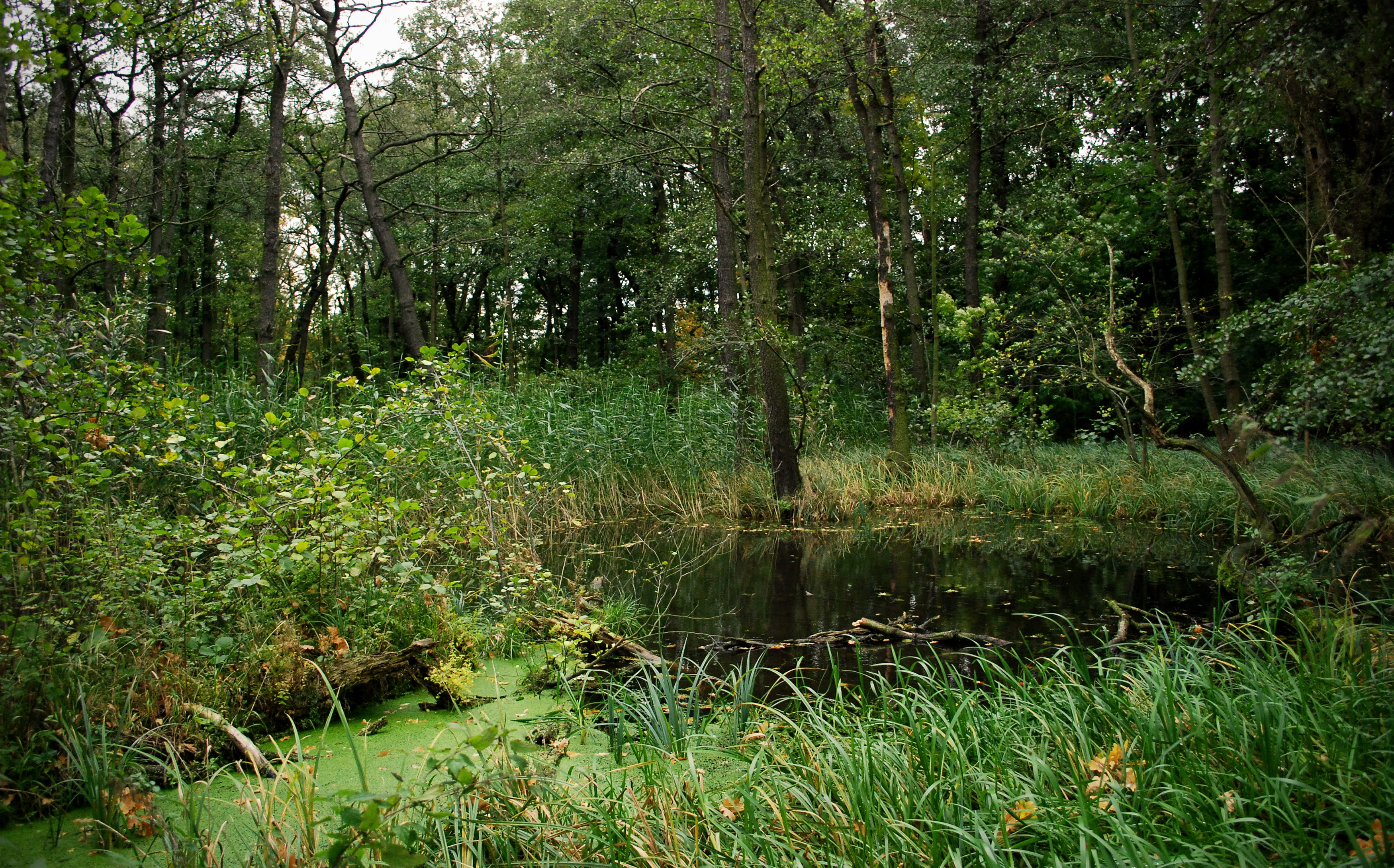
Weiher im Schlosspark

Der Schlosspark Dieskau ist die das Schloss Dieskau umgebende Parkanlage im zur Gemeinde Kabelsketal gehörenden Dorf Dieskau. Die Anlage gehört zu den Parks der Gartenträume Sachsen-Anhalt.

## Lage
Der Park befindet sich circa sieben Kilometer südöstlich von Halle (Saale) im Saalekreis. Er erstreckt sich auf 67 Hektar südwestlich des Dieskauer Schlosses und umfasst den Großen Mühlteich. Die Parkfläche steht überwiegend im Eigentum der Gemeinde Kabelsketal.

## Geschichte
Die Parkanlage wurde 1778 bis 1784 im Stil eines englischen Landschaftsgartens von Johann George Gottlieb Schoch im Auftrage von Carl Christoph von Hoffmann angelegt. Vorbild war dabei der Wörlitzer Park. Zunächst betätigte sich Hoffmann selbst bei der Parkgestaltung und ließ sich durch den Fürsten Franz von Anhalt beraten. Dieser empfahl den erst 20-jährigen Schoch als Landschaftsgärtner. Zuvor befand sich an dieser Stelle eine weitgehend baumlose und sumpfige Fläche. 
Die Parkanlage verfügte über diverse Teiche, Kanäle, Denkmäler, hölzerne Brücken, ein otaheitisches Badehaus und parktypische Bauten. Mehrere Objekte waren in einem chinesischen Stil gehalten, so eine Bogenbrücke, ein Teehaus und ein Wasserhaus im Großen Mühlteich. Bei der Parkgestaltung wurde der Auenbereich des Flusses Reide mit einbezogen. Der Fluss speiste auch die Kanäle. Es entstand ein Netz von Wegen. Sichtachsen führten zu markanten Punkten der Anlage. 
An der Nord- und Ostseite des Parks wurden zum Teil Bäume nicht heimischer Herkunft gepflanzt. Für die Absicht, Schönes und Nützliches miteinander zu verbinden, stehen drei, heute unter Naturschutz stehende, Streuobstwiesen: der Pfingstanger im Norden des Parks am Reidebach, Meiers Höhe und der Kirschberg im Osten. Der Erlenbruch am Nordufer des Großen Mühlteichs gehört heute ebenfalls zu den geschützten Naturdenkmalen im Park.
Von Zeitgenossen wurde die Anlage gelobt. Sie soll den Geist und Geschmack der Aufklärung repräsentiert, zugleich aber auch der Empfindsamkeit gehuldigt haben. Die Aufmerksamkeit für den Park wurde noch gesteigert, als Hoffmann 1786 zum Kanzler der halleschen Universität berufen wurde. Professoren und Studenten kamen als Gäste nach Dieskau, unter ihnen Johann Reinhold und Georg Forster sowie Friedrich Schleiermacher. Am 3. Juli 1799 weilte der preußische König Friedrich Wilhelm III. mit seiner Gemahlin Luise auf dem Dieskauer Schloss. 
Nach Hoffmanns Tod, der kinderlos verstarb, übernahm zunächst sein Neffe Carl August von Hoffmann den Park. Mitte des 19. Jahrhunderts führte die Familie von Bülow das Anwesen, bis sie 1945 enteignet wurde. Danach verfiel die Anlage. Ab 1993 begann man mit einer Rekultivierung. Im Sommer 1999 gründete sich der Förderverein Park Dieskau.

## Anlagen, Denkmäler und Kunstwerke

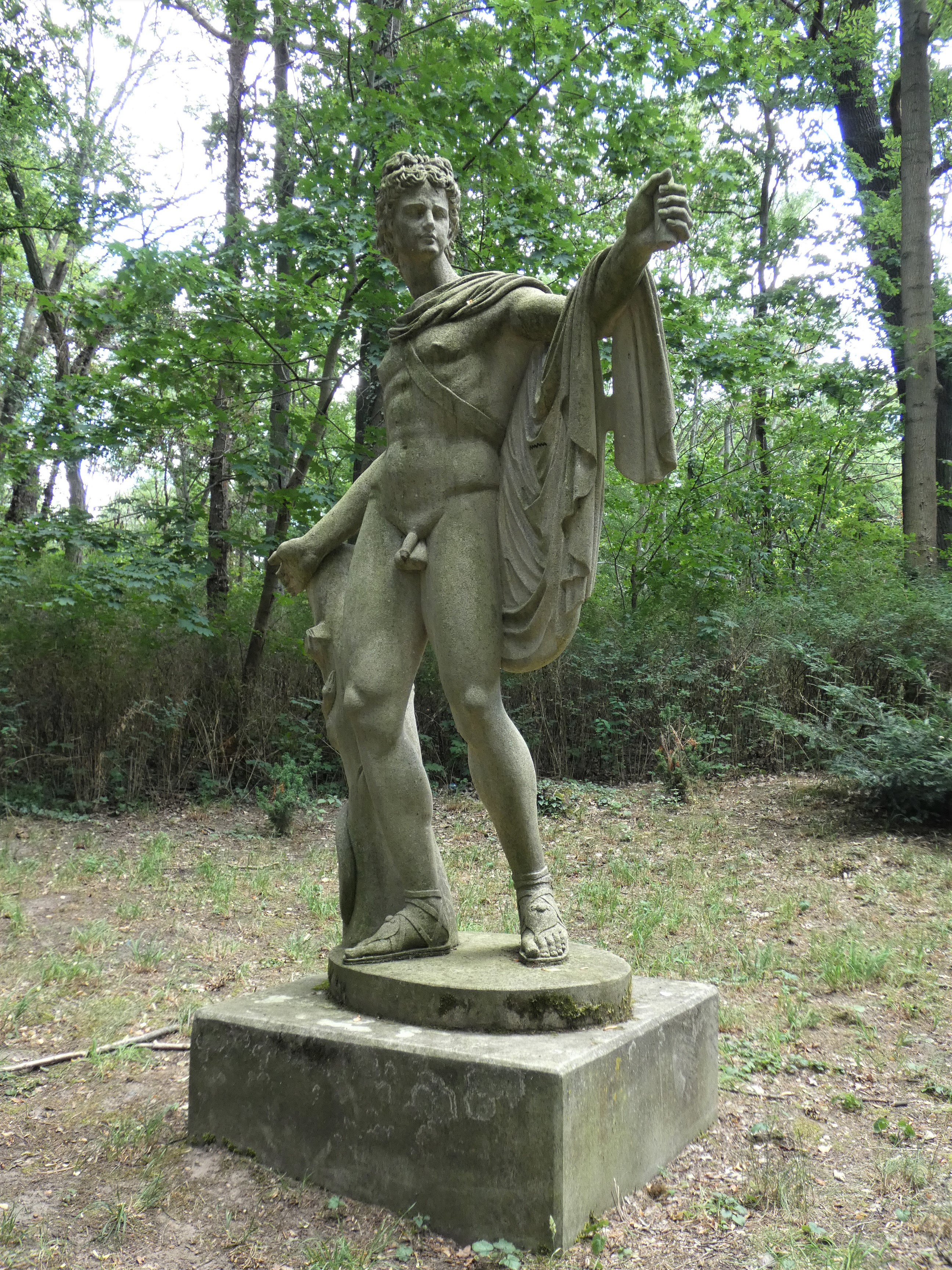
Apoll von Belvedere

Von den ursprünglichen Denkmalen und Bauten des Parks sind nur noch wenige erhalten. Die Orangerie am Westflügel des Schlosses stellt sich als Ruine dar. Es wurde in den Jahren nach 1999 jedoch verstärkt versucht, nicht mehr vorhandene historische Denkmale wiederherzustellen bzw. nachzubilden.
Der Park wird durch einen sogenannten Pleasureground eröffnet, den in seiner tiefsten Lage ein Bach durchquert. Dieser Terminus verweist auf ein im englischen Landschaftsgarten gebäudenahes Gartengrundstück, das mehr gestalterische Aktivitäten aufweist als der anschließende Park. Die hier ehemals errichteten Denkmäler sind alle verschollen. Jedoch wurde auf die noch vorhandenen Fundamente die Nachbildung einer zerstörten Flora-Statue platziert.
Hoffmann hatte in seinem Park eine Kopie der von Martin Gottlieb Klauer um 1782 für den Tiefurter Park geschaffene Kleinplastik Amor als Nachtigallenfütterer aufstellen lassen, die jedoch ebenfalls nicht mehr vorhanden ist. Der Bildhauer Ulrich Janku schuf 2007 eine Nachbildung, die am alten Platz aufgestellt wurde.
Der in den Vatikanischen Museen aufbewahrte Apoll von Belvedere zählt zu den berühmtesten Kunstwerken der Antike, von dem es zahlreiche Nachbildungen gibt. Der Dieskauer Apoll wurde von dem Kunsthändler Carl Christian Heinrich Rost gestaltet und 1784 anlässlich eines Besuch des Prinzen Heinrich von Preußen durch Carl Christoph v. Hoffmann eingeweiht. Da die Skulptur im 19. Jahrhundert verloren ging, wurde sie 2008 durch eine Replik aus Sandstein ersetzt.

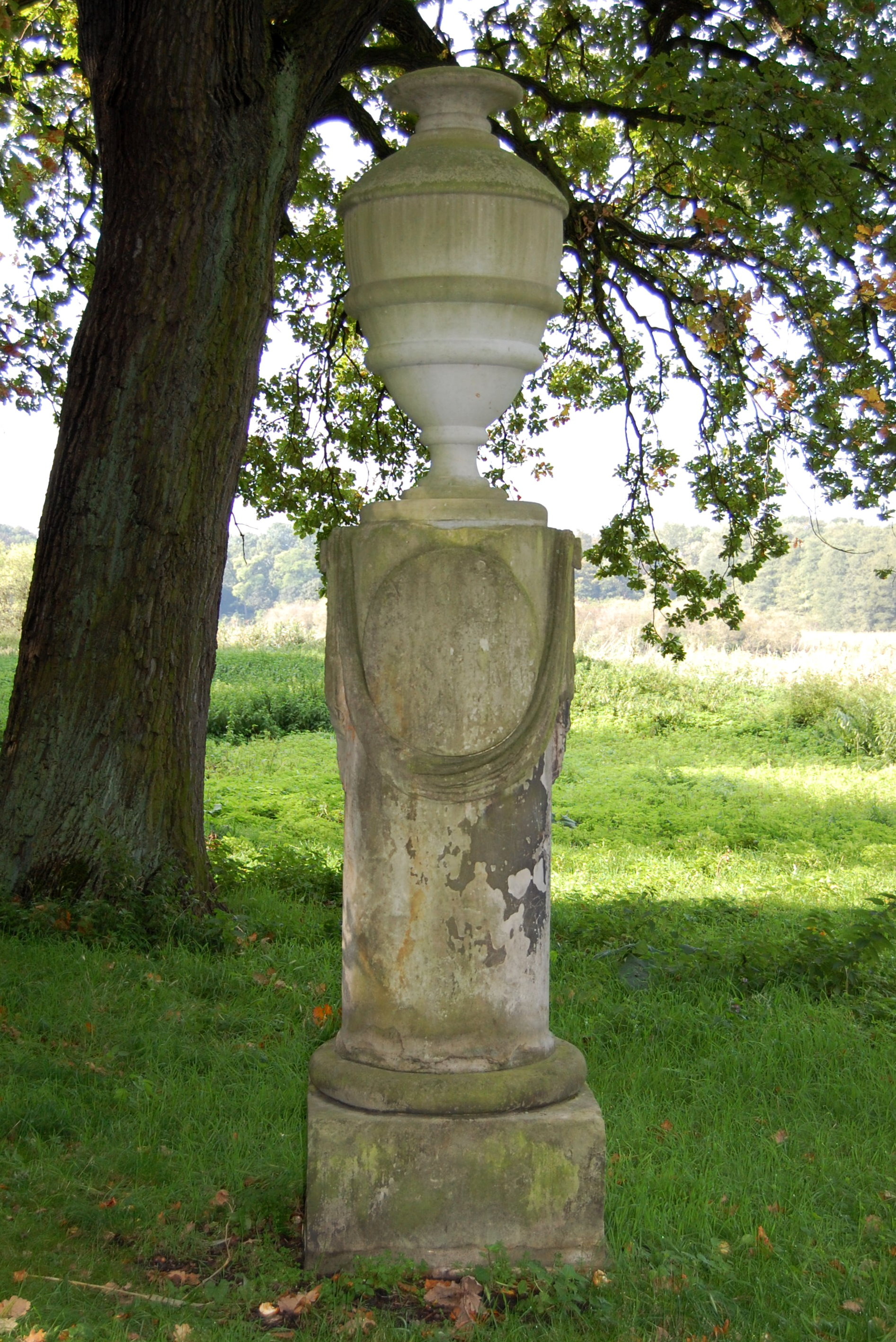
Vater-Hoffmann-Vase

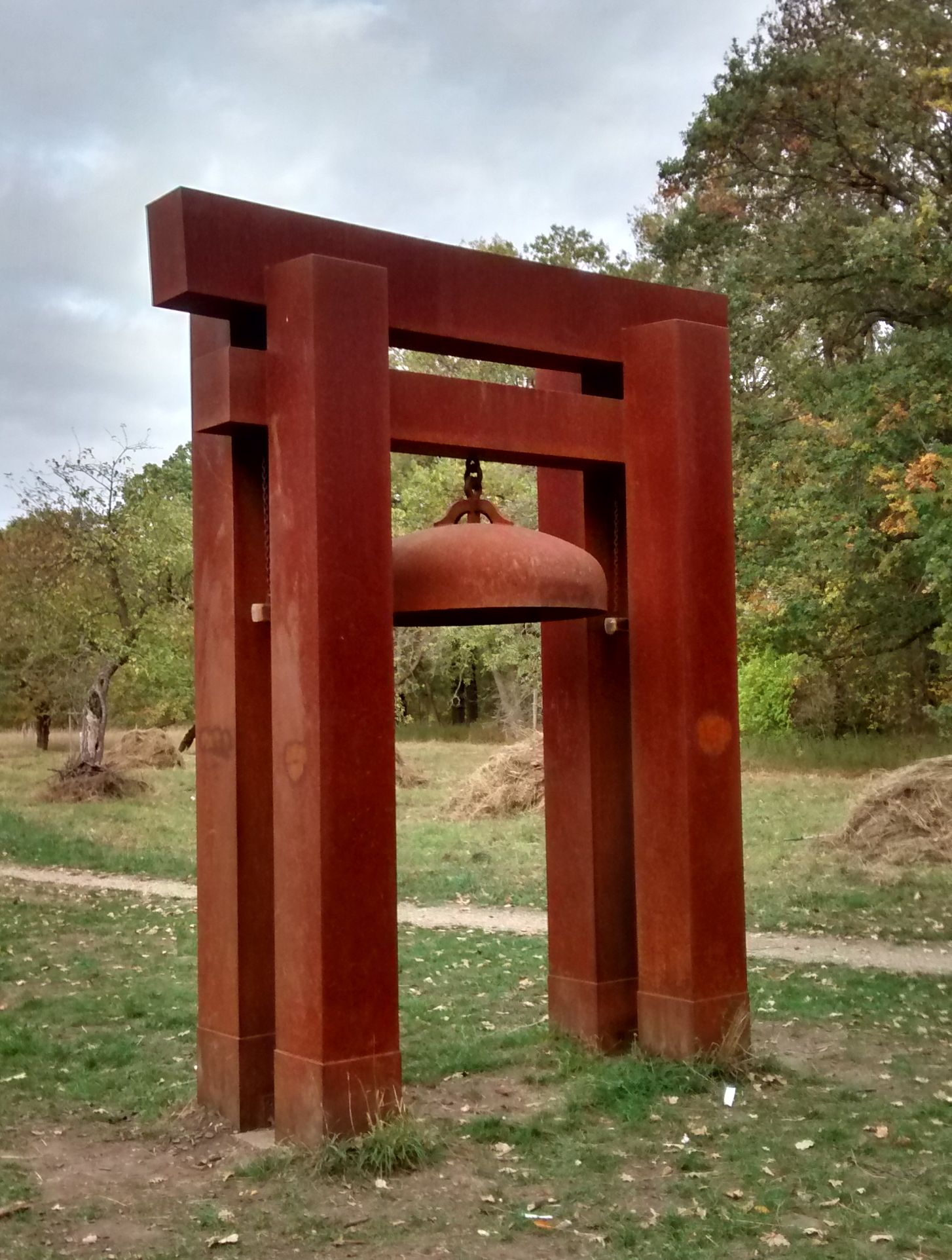
Osttor, Jörg Bochow 2007

Die Teschener Friedenssäule wurde ca. 1781 zu Ehren des Friedensschlusses von Teschen errichtet, der den Bayerischen Erbfolgekrieg beendete, an dem Prinz Heinrich von Preußen, der Dienstherr Carl Christoph von Hoffmanns, teilgenommen hatte. Die Säule mit der nicht mehr lesbaren Inschrift Dem Frieden, d. 13. Mai 1779 konnte geborgen und im Jahre 2004 zum 225. Jahrestages dieses Ereignisses nach Neuanfertigung eines Sandsteinsockels wieder aufgestellt werden.
Geborgen und wieder aufgestellt wurde auch die Säule, die der Schlossherr seinem Vater widmete. Die auf der Säule befindliche sogenannte „Vater-Hoffmann-Vase“ wurde 2004 nachgebildet. Authentisch sind auch die Bestandteile des Hoffmann-Denkmals in Form eines Obelisken auf Meiers Höhe, das der Neffe und Erbe des Parkgründers, Carl August von Hoffmann, seinem Onkel nach dessen Tod 1801 widmete. Die Säule wie auch der Obelisk tragen Inschriften, die an den Parkgründer wie auch an dessen Vater erinnern.
Nach einem zeitgenössischen Kupferstich fertigte Ulrich Janku 2008 die Meier-Urne, das verschollene Denkmal für den halleschen Aufklärungsphilosophen Georg Friedrich Meier, an. Meier war Lehrer und Freund des Schlossherrn, der das Denkmal nach dessen Tod im Jahr 1777 auf der nach ihm benannten Höhe errichten ließ. 
Der Goldhagen-Obelisk gehört zu den wenigen nahezu unbeschädigten Werken des Parkes. Johann Friedrich Gottlieb Goldhagen war Mediziner, aber auch Zoologe, Naturhistoriker und Sammler und gehörte zum Freundeskreis des Parkgründers Carl Christoph von Hoffmann. Das Denkmal gilt als Wahrzeichen des Parks.
Am Nordostufer des Großen Mühlteichs befindet sich der Lyrische Baumkreis, zu Zeiten Hoffmanns auch als „Stammbuch des Gartens“ bezeichnet. Mit den an den Baumstämmen befestigten Gedichttafeln vermittelt er einen Eindruck vom aufkeimenden literarischen Freundschaftskult des 18. Jahrhunderts.   
Neben der Wiederherstellung historischer Denkmale bemüht sich der Förderverein auch um die Aufstellung moderner Kunstwerke im Park. So soll das  Osttor mit seiner Glocke aus oxidiertem Stahl vom Metallbildhauer Jörg Bochow aus dem Jahre 2006 an die, in der Parkanlagen errichteten Bauwerke fernöstlichen Charakters erinnern. 
Das einstmalige Chinesische Teehaus von 1784 erstand in Form einer 2014 eingeweihten begehbaren Skulptur in Stahlskelettbauweise wieder, ebenfalls von Jörg Bochow gefertigt. Sie steht am Endpunkt des Pleasuregrounds auf den Feldsteinfundamenten des historischen Teehauses, die seit 2010 schon die Grundlage für eine Grotte mit Aussichtsplattform bildeten. 
Am Ostufer des Großen Mühlteichs findet man ein im Boden eingelassenes Doppelpaar bronzener Fußabdrücke von Lena Zehringer und Irmela Gertsen aus dem Jahre 2000, die neben einem miteinander verwachsenem Baumpaar, einer Silber-Pappel und einer Rotbuche, in den Boden eingelassen wurden. Zusammen bildet das Ensemble die Station Älteres Liebespaar des Park-Erlebnispfades. 
Ebenfalls am Ostufer des Großen Mühlteichs vermittelt eine Tafel mit einer in Acrylglas eingebetteten Zeichnung eine Vorstellung vom Aussehen des früheren Otahitischen Badehauses, das einst auf einer Pfahlkonstruktion im Teich stand. Durch die Ausrichtung der Zeichnung wird das Wasserhaus wieder an seinen ehemaligen Standort im Teich projiziert. Die Tafel gehört zu einer Reihe von Schauinstallationen, die nicht mehr existierende historische Gebäude zeigen.

## Bildergalerie

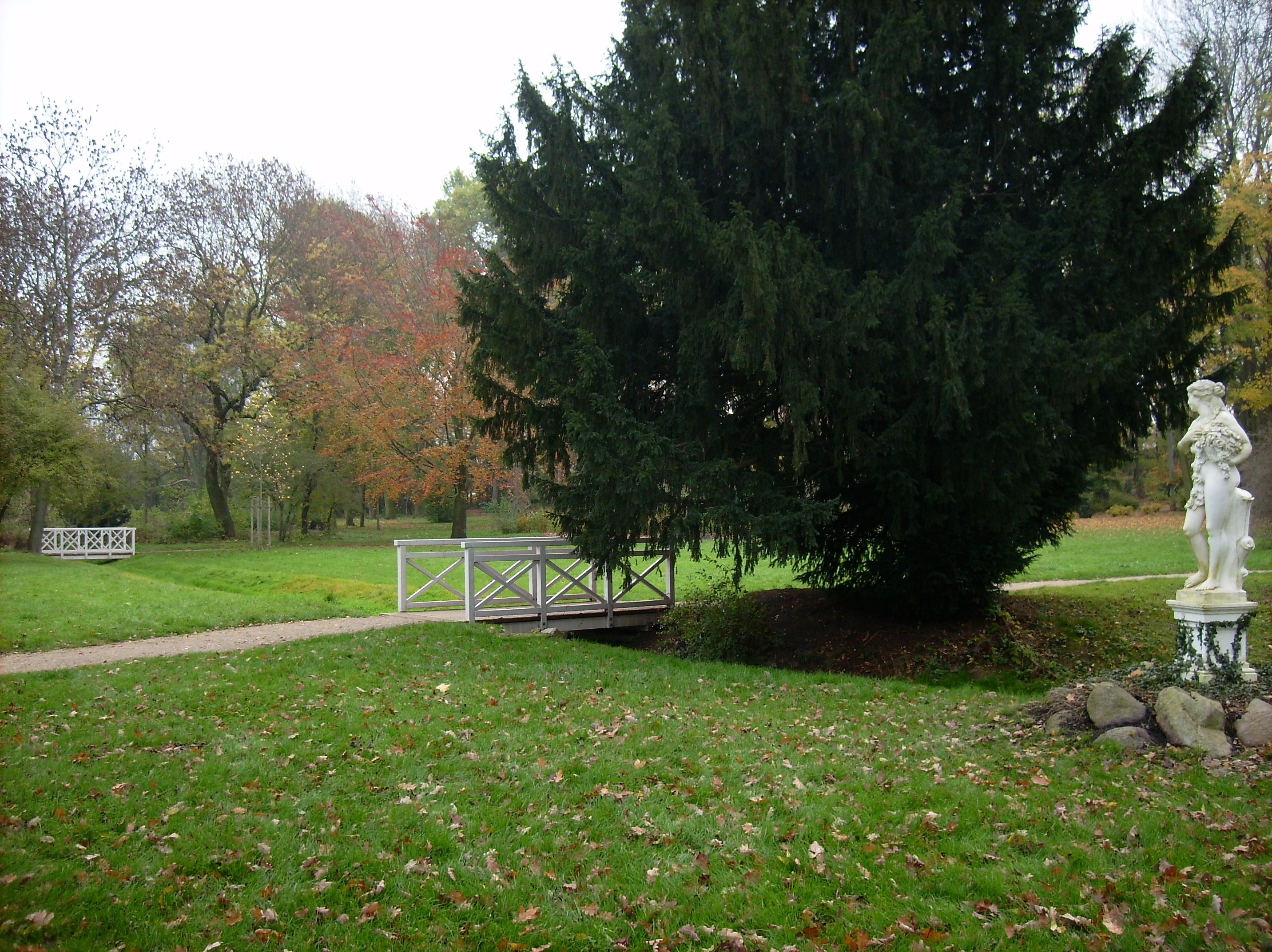
Pleasureground mit der Flora-Statue
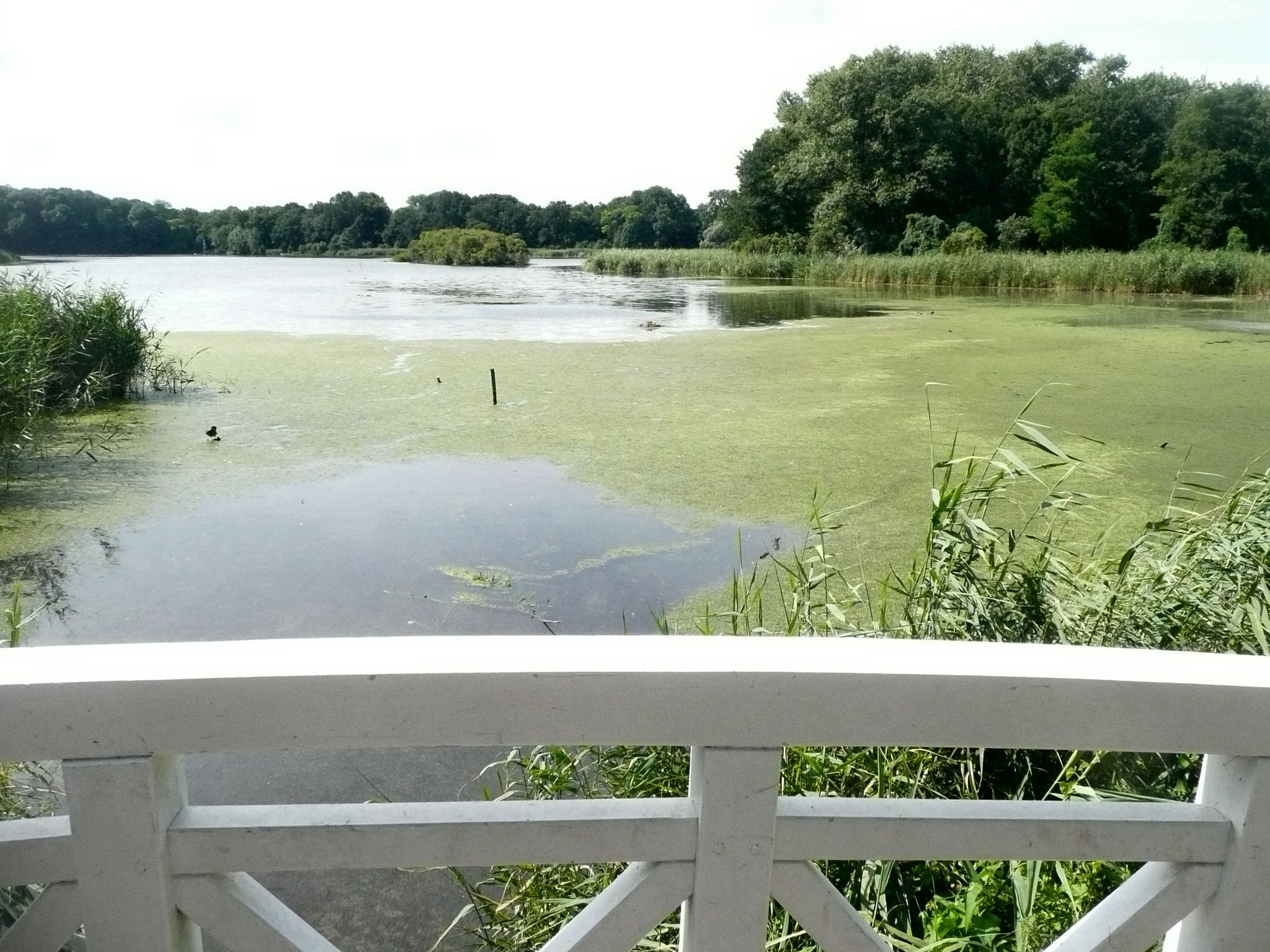
Großer Mühlteich
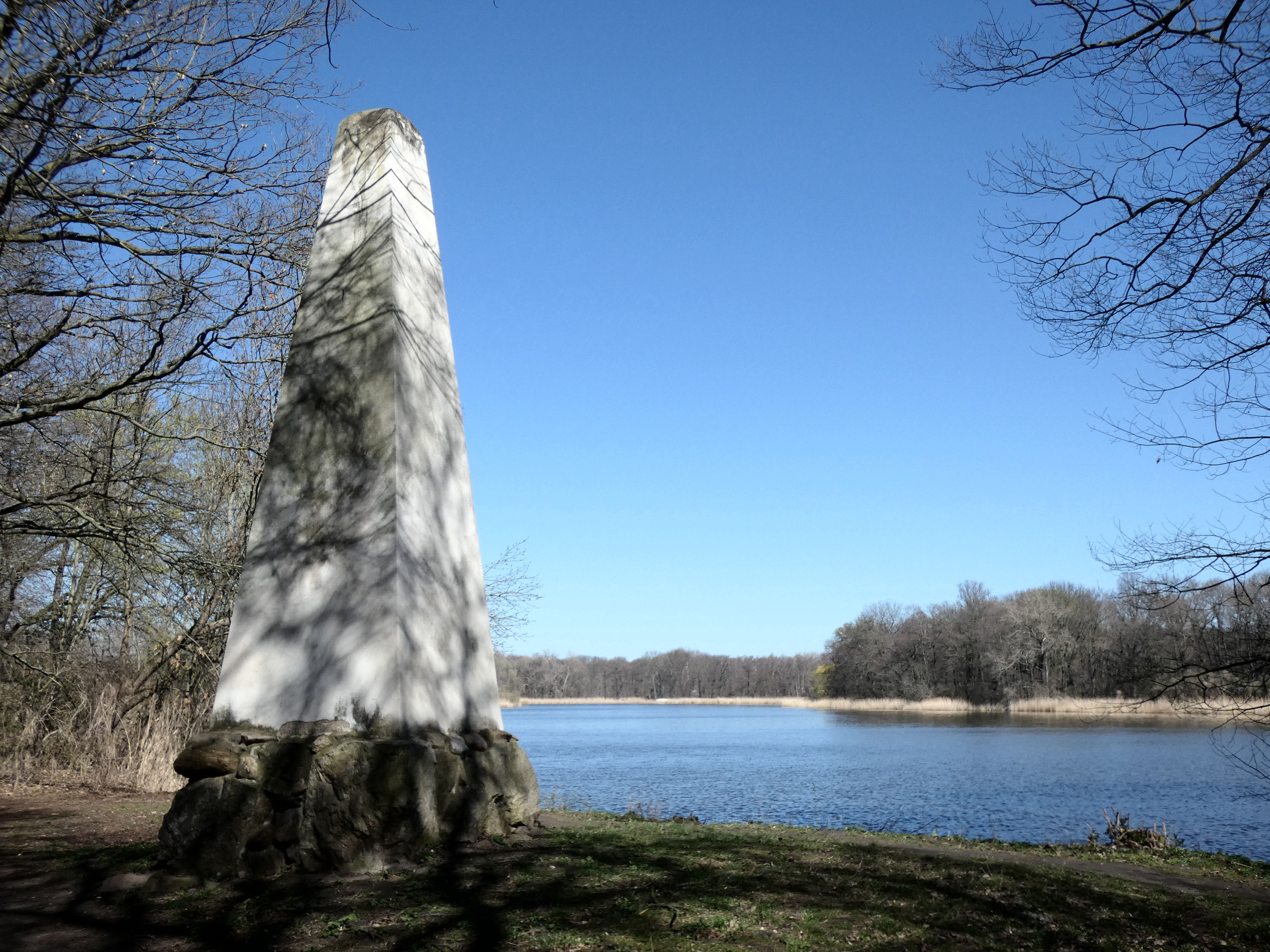
Goldhagen-Obelisk
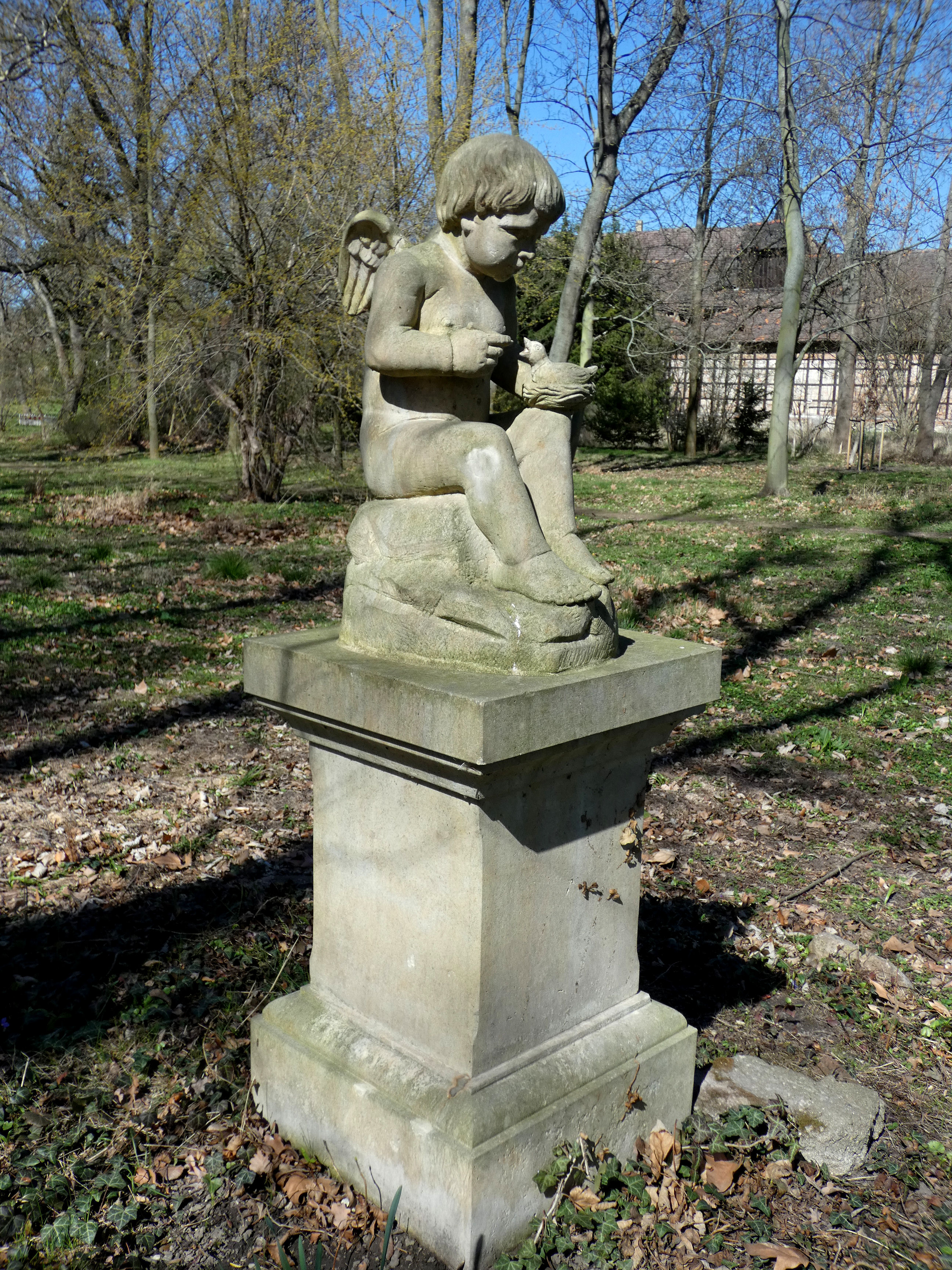
Amor als Nachtigallenfütterer
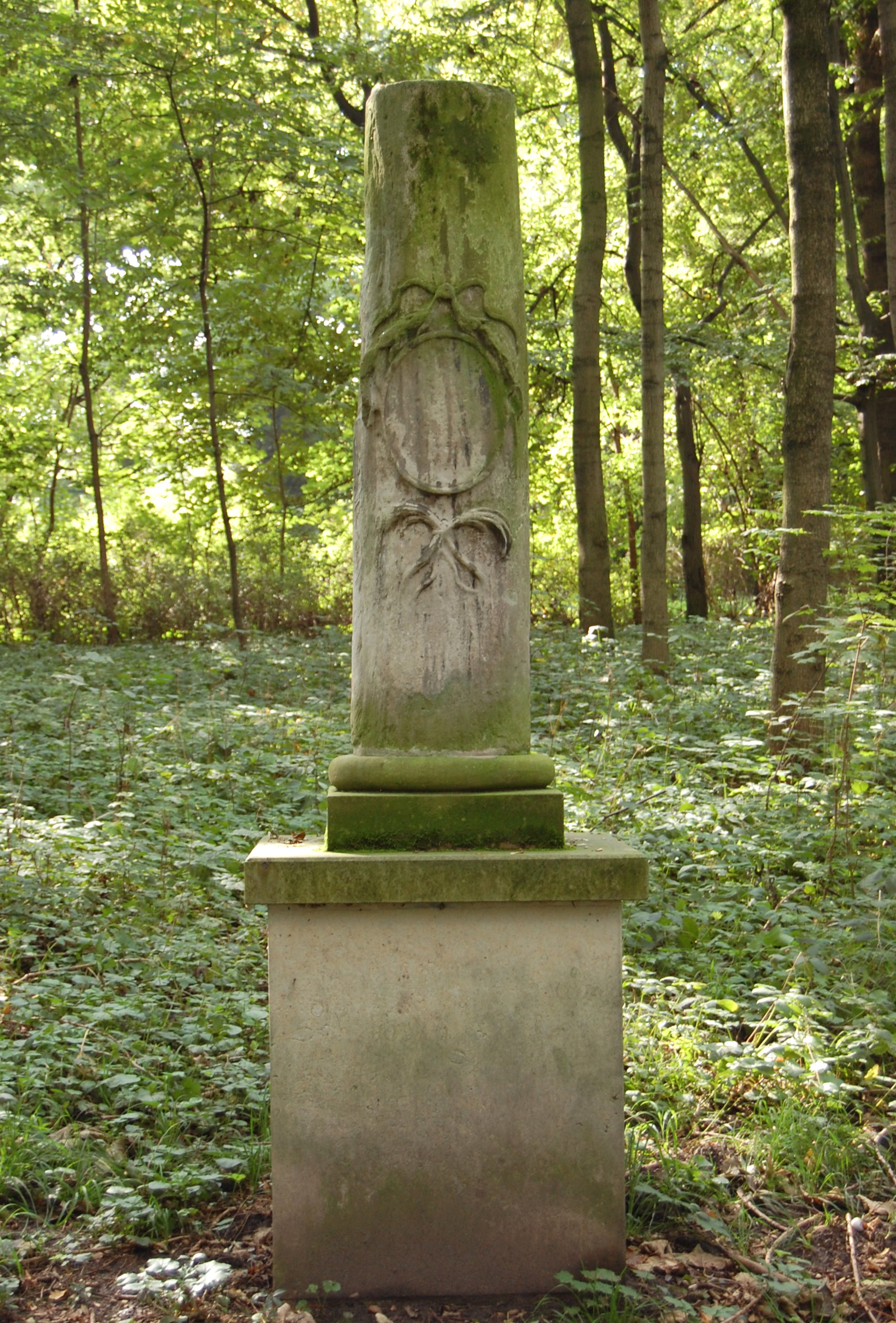
Teschener Friedenssäule
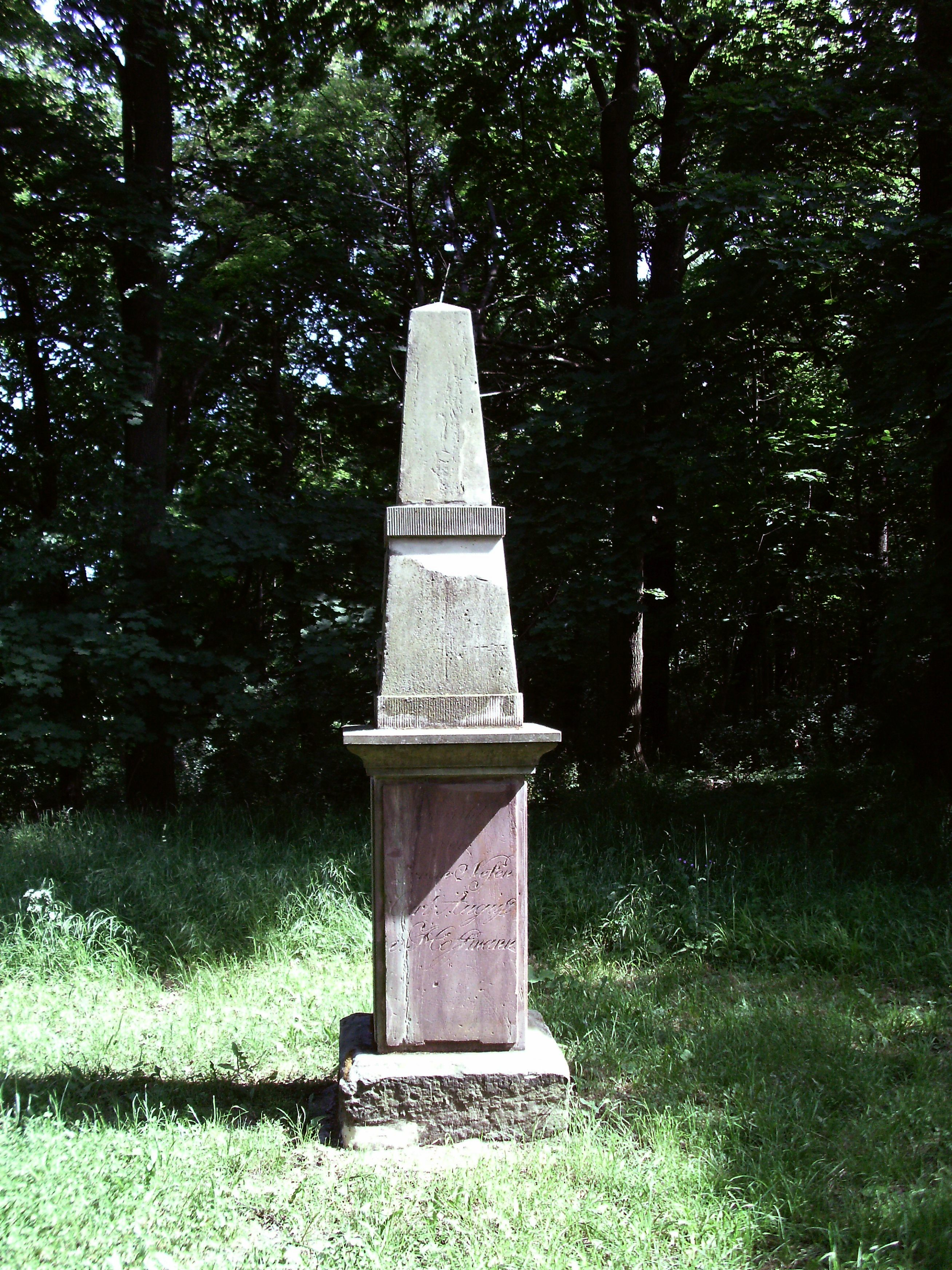
Hoffmann-Obelisk
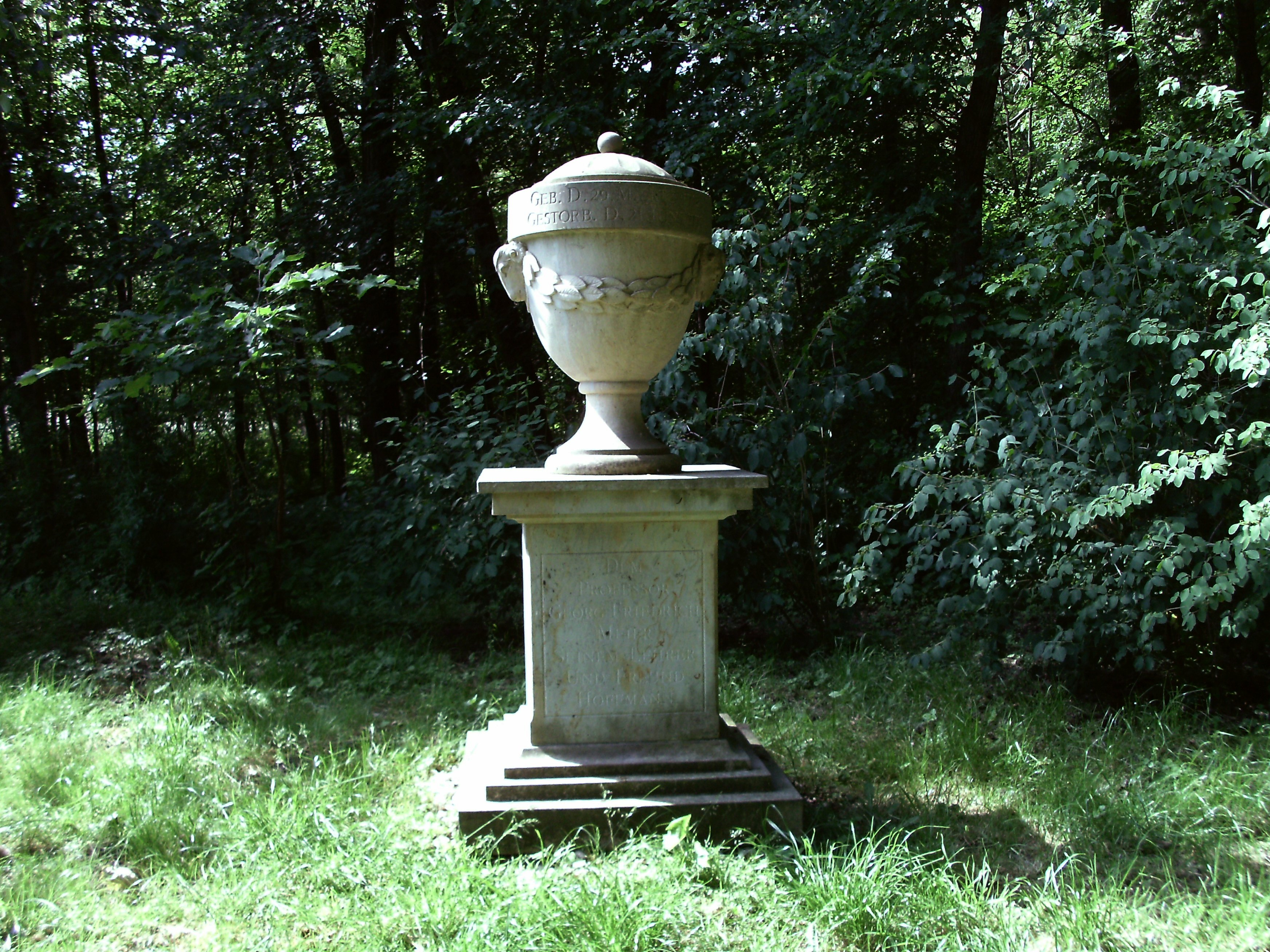
Meier-Urne
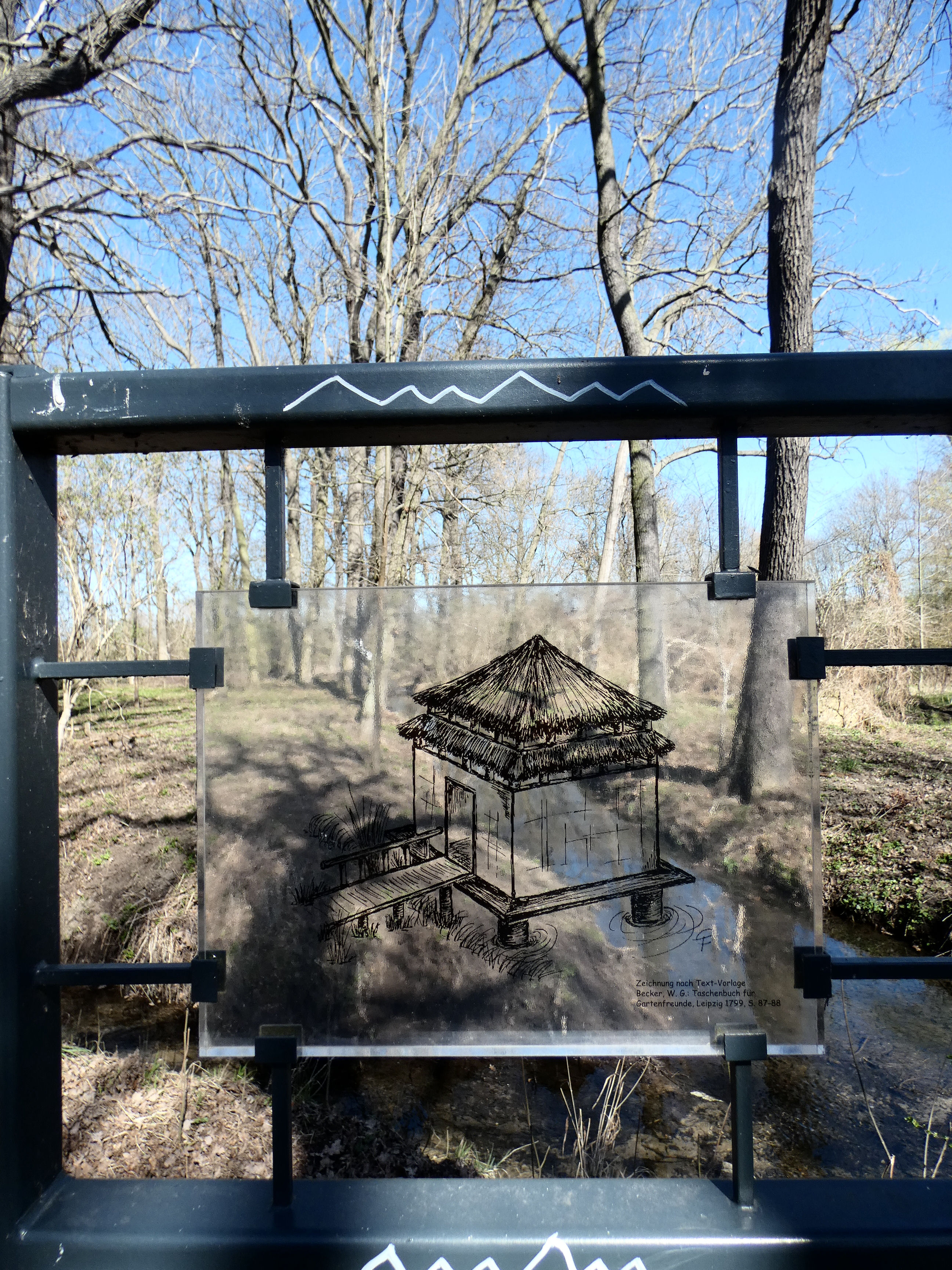
Schauinstallation des Otahitischen Badehauses
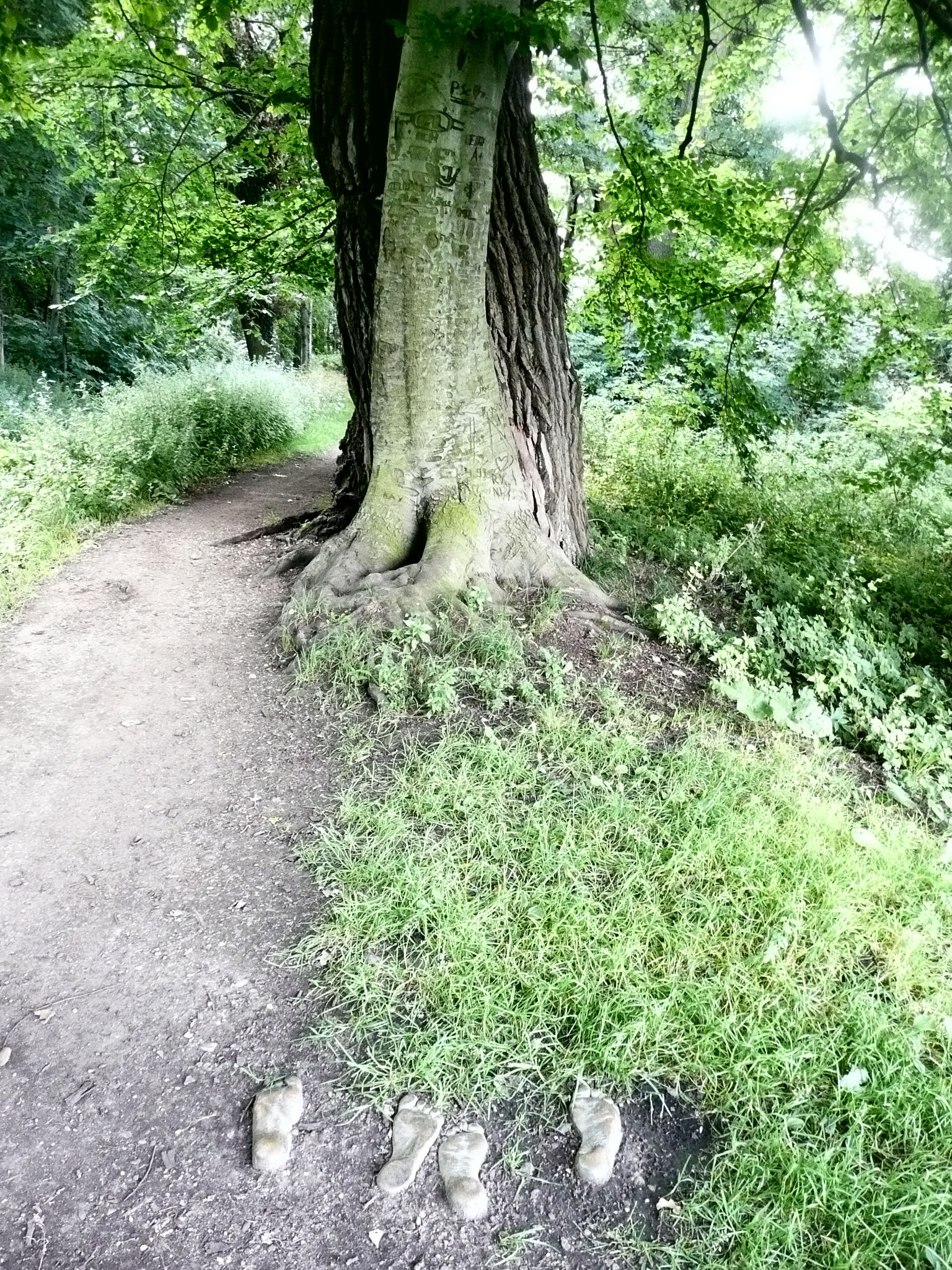
"Älteres Liebespaar"
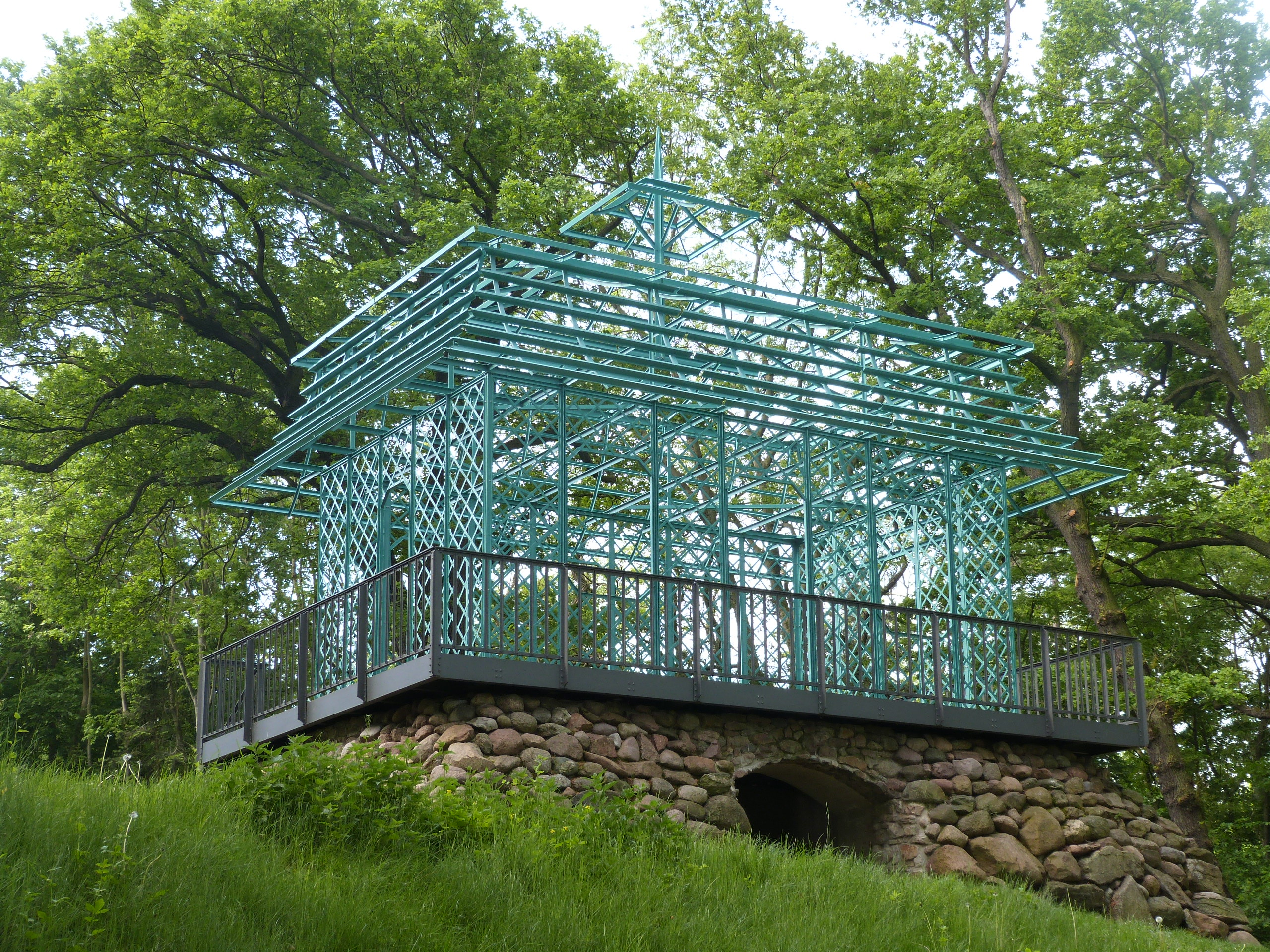
Chinesisches Teehaus, Jörg Bochow 2014
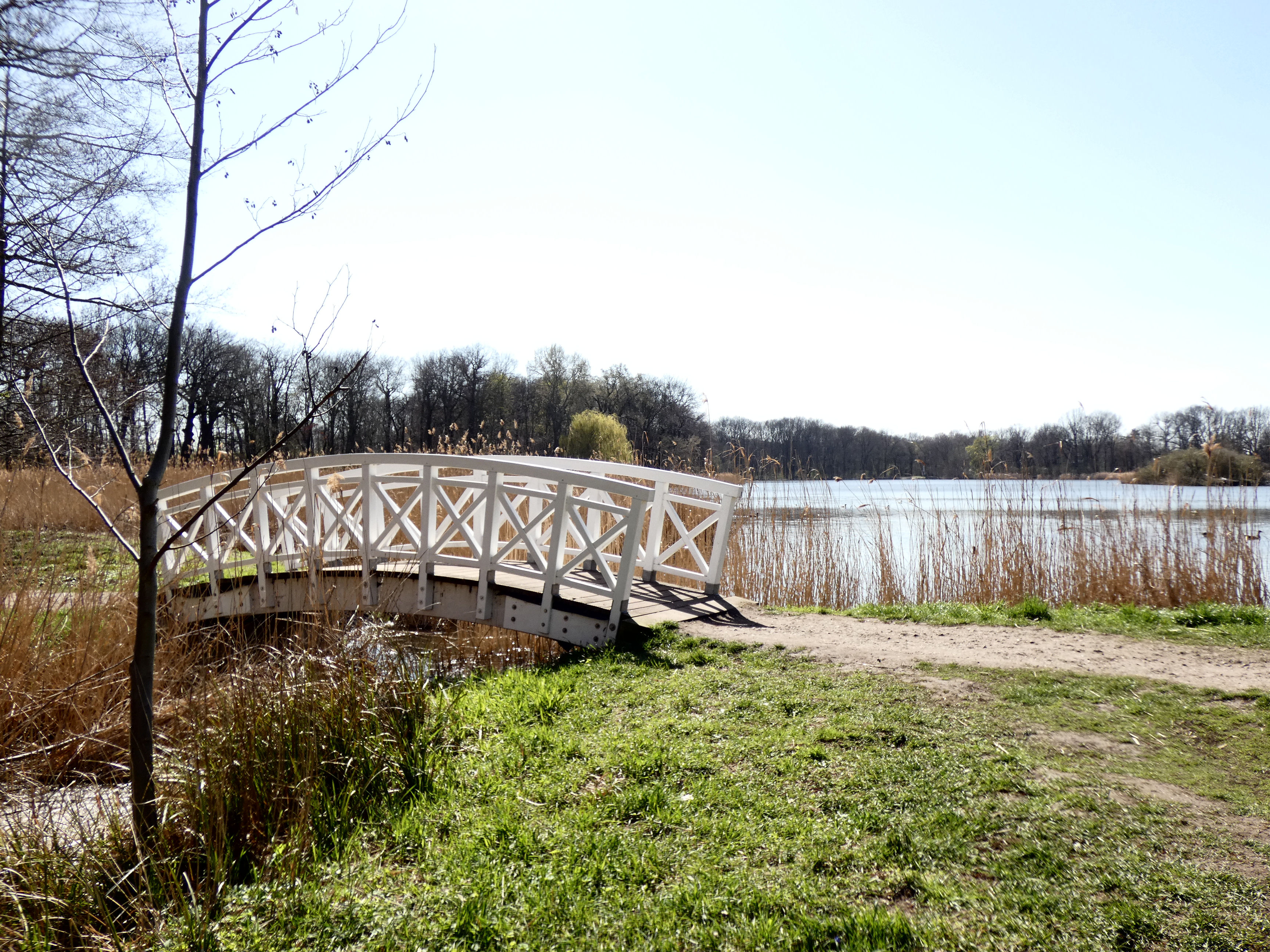
Chinesische Brücke
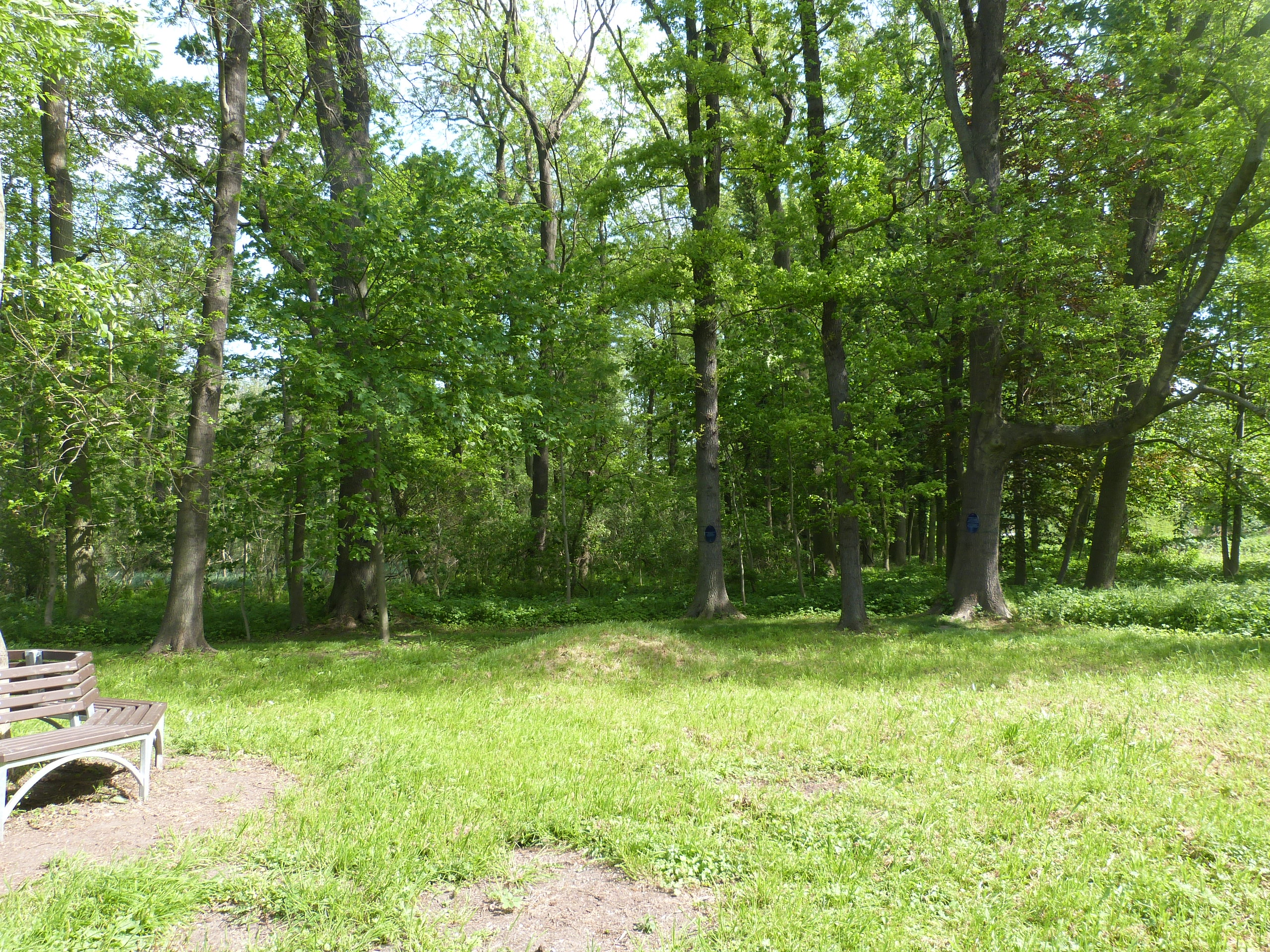
Lyrischer Baumkreis